# Paraguay en los Juegos Olímpicos de Seúl 1988
Paraguay estuvo representado en los Juegos Olímpicos de Seúl 1988 por un total de 10 deportistas masculinos que compitieron en 5 deportes.
El portador de la bandera en la ceremonia de apertura fue el atleta Ramón Jiménez Gaona. El equipo olímpico paraguayo no obtuvo ninguna medalla en estos Juegos.